# Calloporina renipuncta
Calloporina renipuncta är en mossdjursart som först beskrevs av William MacGillivray 1883.  Calloporina renipuncta ingår i släktet Calloporina och familjen Microporellidae. Inga underarter finns listade i Catalogue of Life.